# Маньчжурский язык
Маньчжу́рский язы́к (ᠮᠠᠨᠵᡠ
ᡤᡳᠰᡠᠨ manǯu gisun) (устар. — манджурский) — один из старописьменных языков, сохранившийся в обширной ксилографической и рукописной литературе, созданной в XVII—XIX веках — в период существования маньчжурского государства и правления маньчжурской Дайцинской династии (1644—1912) в Китае.
Являлся одним из официальных языков Цинской империи, в отличие от языка предков маньчжуров — чжурчжэней — письменность на котором была создана в начале XII века при правлении в Китае (1115—1234) чжурчжэньской династии Айсин.

## Классификация
Литературный маньчжурский язык вместе с частично сохранившимися живыми диалектами, а также мёртвым чжурчжэньским, составляют маньчжурскую, или южную группу генетически родственных тунгусо-маньчжурских языков, находящихся, как предполагается, в родстве с другими алтайскими языками.

## История
Наиболее ранний этап истории маньчжурского языка отражён в старописьменном чжурчжэньском языке (XII—XIV вв.). В развитии собственно маньчжурского литературного языка различают два периода: с конца XVI в. до середины XVII в. (монгольское письмо) и с первой половины XVII в. (1632) до начала XX в. (маньчжурское письмо, на основе монгольского письма, с постепенным нарастанием числа китайских заимствований). Первый дошедший до современности маньчжурский словарь «Дайцинь цюаньшу» был издан в 1682 году, составитель — Хун Чжао. Первая грамматика — «Цинвэнь цимэн» — была издана в 1730 году, автор — Шоу Пин.
Маньчжурский язык изменялся под влиянием китайского, монгольского языков и отчасти санскрита. Из этих языков он заимствовал лексику и некоторые звуки.
В связи с постепенным усвоением маньчжурами монгольских и китайских форм государственного управления, китайской культуры и языка, письменность на котором официально употреблялась в Цинской империи наряду с маньчжурской и монгольской, живая маньчжурская речь сохранялась лишь на окраинах обширной империи — в северо-восточных районах (Дунбэй) и на западе среди сибинцев — части маньчжуров, переселённых в XVIII в. на территорию Восточного Туркестана, завоёванную цинами и названную Синьцзяном (кит. Новая граница).
Попытки возродить маньчжурский литературный язык во время японской оккупации Маньчжурии (1931—1945 гг.) и создания марионеточного государства Маньчжоу-Го успеха не имели.

## Распространение
Маньчжурский язык в его диалектной и литературной (с XVI века) форме был распространён на северо-востоке современной КНР — в Маньчжурии и других районах Цинской империи, где функционировал наряду с китайским и монгольским литературными языками до падения (1911) Цинской империи.
В настоящее время в северо-восточных районах Китая и во Внутренней Монголии, по имеющимся данным, проживает свыше 11 млн. маньчжуров, сохраняющих этническое самосознание, но, утратив свой язык, перешедших, в основном, на китайский.
Процесс забвения маньчжурского языка начался задолго до падения маньчжурской империи. На момент издания Полного маньчжурско-русского словаря И. И. Захарова в 1875 году в предисловии маньчжурский язык уже определяется автором как исчезающий.
В Синьцзян-Уйгурском автономном районе насчитывается более 83 тысяч сибинцев, многие из которых знают маньчжурский (сибинский диалект), и, по-видимому, пользуются им в быту наряду с китайским. Для их нужд с 1946 г. и по сей день издается газета «Чапчал серкин» («Чапчальские новости») — единственная в мире газета на сибинском диалекте и вообще на маньчжурском языке; несколько раз в месяц ведутся телепередачи на сибинском диалекте.

## Диалекты
Существовало два основных диалекта — северный и южный.
Литературный язык был основан на южном. Из других маньчжурских диалектов отмечались северо-восточный (районы Дунбэя) и сибинский, не имеющий значительных отличий от литературного языка.

## Письменность

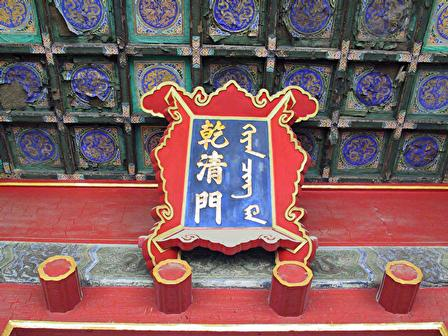
Слева — надпись на китайском, справа — транскрипция маньчжурским письмом.

В результате консолидации в XV—XVI вв. различных родоплеменных этнических общностей, говоривших на близкородственных языках, сложилась маньчжурская народность, явившаяся историческим продолжением чжурчжэней, а также других тунгусо-маньчжурских этнических групп, искони обитавших на территории современного Приамурья и Приморья. Под руководством одного из племенных вождей Нурхаци в конце XVI в. на северо-востоке современного Китая и частично современной России было основано новое военно-феодальное государство под название Маньчжу гурун (дословно: «Маньчжурское государство») со столицей в Мукдене, а после завоевания Китая — в Пекине. Для ведения государственных дел и сношений с соседними государствами применялся монгольский письменный язык.
С 1599 г. была введена письменность маньчжурского языка, для создания которой было использовано монгольское письмо. В 1632 г. эта письменность реформирована применительно к особенностям маньчжурского языка посредством введения особых диакритических знаков — точек (тоӈки) и кружков (фука), а также введения особых букв для написания многочисленных слов, заимствованных из монгольского и китайского языков. Так сложился маньчжурский алфавит, на котором была создана обширная литература — переводная и оригинальная — велось обучение, осуществлялась дипломатическая переписка вплоть до Синьхайской революции (1911 г.), положившей конец Цинской империи.

## Фонетика и фонология

### Вокализм
В гласных звуках маньчжурского языка отсутствует противопоставление по долготе.
| Ряд гласного    | Ряд гласного   | Ряд гласного | Ряд гласного | Ряд гласного |
| Подъём гласного |                | Передний     | Средний      | Задний       |
| --------------- | -------------- | ------------ | ------------ | ------------ |
| Подъём гласного | Верхний        | i            |              | u            |
| Подъём гласного | Средне-верхний |              |              | ʊ            |
| Подъём гласного | Средний        |              | ə            | o            |
| Подъём гласного | Нижний         |              | a            |              |

Также в маньчжурском языке имеется 11 дифтонгов: ai, ei, oi, ui, ia, ie, io, ao, eo, ua, ue.

#### Сингармонизм
Гласные в маньчжурском языке делятся на три группы: первая ([a], [o], [ʊ]), вторая ([ə]) и третья ([i], [e], [u]). Гласные первой и второй группы не могут появляться в границах одного фонетического слова, в то время как гласные третьей группы сочетаются с любыми другими гласными. Как следствие, большинство аффиксов представлено в трёх вариантах, однако существуют и случаи нарушения гармонии гласных.

### Консонантизм
|               | Губные | Альвеолярные | Палатальные | Велярные | Увулярные |
| ------------- | ------ | ------------ | ----------- | -------- | --------- |
| Взрывные      | p b    | t d          | c ɟ         | k g      | q ɢ       |
| Носовые       | m      | n            |             |          |           |
| Фрикативные   | f      | s            | (š)         | x        | h         |
| Аппроксиманты | w      | l/r          | j           |          |           |

Аппроксиманты [l] и [r], судя по всему, являются аллофонами одной фонемы. Об аспирированности взрывных согласных в маньчжурском языке ведутся споры.

## Типологические характеристики

### Тип выражения грамматических значений
Маньчжурский является синтетическим языком со значительными элементами аналитизма. Так, например, существуют падежные показатели, выражающие или уточняющие падежные значения знаменательных слов, которые могут употребляться как раздельно, так и в виде суффикса. Деривационная морфология суффиксальна, префиксы отсутствуют, что указывает на агглютинативную специфику языка
- i boo be weile-mbi

он-дом-ACC-строить-IMPF
«Он строит дом»
- ere sagram-be bi gai-ci o-mbi kai

эта-женщина-ACC Я брать-CONV быть(AUX)-IMPF MDL.PTL
«Я могу взять эту женщину»

### Характер границ между морфемами
Маньчжурский относится к числу преимущественно агглютинативных языков. Морфемы тяготеют к моносемантичности, фузии почти не наблюдается.
- inɟə-ku-šə-ndu

смеяться-NMLZ-VERB/FREQ-REC
«Постоянно совместно насмехаться»

### Локус маркирования

#### В посессивной группе
В посессивной группе маркирование зависимостное:
- biya i elden

луна GEN свет
«Свет луны»
- men-i baita

Я(bi/min-)-GEN дело
«Моё дело»

#### В предикации
Маркирование в предикации зависимостное. Допускается нулевое маркирование прямого дополнения.
- tere niyalma beye sabu-ha

тот-человек-сам-видеть-PART
«Я сам видел этого человека»
- duici-ngge be gai-ha

четвёртый-NR ACC жениться(жена)-PART
«Он женился на четвёртой (жене)»

### Тип ролевой кодировки
Маньчжурский относится к языкам с номинативно-аккузативной ролевой кодировкой:
- tere bayan niyalma ala-ha

тот-богатый-человек-говорить-PART
«Тот богатый человек сказал»
- tere mederi han jili banji-ha

тот-морской-хан-злой-становиться-PART
«Тот морской хан разозлился»
- i boo be weile-mbi

он-дом-ACC строить-IMPF
«Он строит дом»

### Порядок слов
Порядок слов — SOV:
- bi hergen be ara-mbi

Я-письмо-ACC писать-IMPF
«Я пишу письмо».

## Грамматические особенности
- Грамматической категорией числа обладают только лексемы, обозначающие «лицо» — актанта, являющегося человеком. Выражение множественности у прочих лексем возможно только при помощи количественных наречий.
- В перечислительных конструкциях падежным и числовым маркером оформляется не каждое имя, а вся группа:

beile beise gung sa-i jergi sira-ra de
бейле-бейз-гун-PL-GEN ранг-наследовать-PART DAT
«При наследовании различных рангов, таких как бейл, бейз, гун…».
- Отсутствует деление на существительные, прилагательные и наречия; вместо этого, существует единая категория имени. Потенциально, каждое имя может выступать в любой роли.
- Из-за сравнительно небольшого количества глагольных основ наблюдается высокая полисемантичность глагольных лексем.
- Имеется обширный класс образных слов и междометий.

## Список сокращений
- PL — множественное число,
- ACC — винительный падеж,
- DAT — дательный падеж,
- GEN — родительный падеж,
- NMLZ — номинализация,
- VERB/FREQ — суффикс, образующий глагол от существительного; добавляет к глаголу семантику частотности действия,
- PART — суффикс, образующий глагол от существительного,
- IMPF — имперфект,
- CONV — деепричастие,
- REC — суффикс совместности действия,
- MDL.PTL — модальная частица.